# 100 paysages du Japon (ère Heisei)
Les 100 paysages de l'ère Heisei (平成百景) sont une sélection de paysages du Japon effectuée par le journal japonais Yomiuri shinbun en 2009.

## Généralités
En 2009, à l'occasion du 135e anniversaire de sa création, le journal japonais Yomiuri shinbun décide de sélectionner 100 paysages caractéristiques du pays, de façon similaire à la liste des 100 paysages du Japon réalisée en 1927 par deux autres journaux japonais, elle même inspirée par les trois vues les plus célèbres du Japon, une liste traditionnelle créée au XVIIe siècle.
Sous la supervision du photographe Toshinobu Takeuchi (ja), 300 sites sont proposés aux lecteurs début janvier 2009, qui votent du 15 janvier au 1er mars. Le journal reçoit au total 642 314 votes (116 242 par voie postale, 57 372 par le site web du journal, chaque personne pouvant choisir 5 sites).
Le comité de sélection compte 10 personnes (le président du journal, ceux de comités touristiques, ainsi que des personnalités artistiques). L'initiative est parrainée par d'importantes sociétés et organisations et reçoit le soutien du ministère du Territoire, des Infrastructures, des Transports et du Tourisme. Par conséquent, l'opération vise à obtenir une répartition équilibrée des sites sur l'ensemble du pays : les 30 sites ayant recueilli le plus de votes sont sélectionnés. Parmi les 70 sites suivants, environ 70% sont sélectionnés, les autres étant recommandés par le comité de sélection. Les résultats sont annoncés par le journal le 16 et le 17 avril 2009.

## Liste

### 30 sites les plus populaires
Les 30 sites suivants sont ceux qui ont reçu le plus de votes du public lors de l'opération. Leur classement a été publié.
| #  | Paysage                                           | Nom japonais           | Préfecture              | Coordonnées                        | Image |
| -- | ------------------------------------------------- | ---------------------- | ----------------------- | ---------------------------------- | ----- |
| 1  | Mont Fuji                                         | 富士山                 | Shizuoka Yamanachi      | 35° 21′ 45″ nord, 138° 43′ 50″ est |       |
| 2  | Gorge de Shōsenkyō                                | 昇仙峡                 | Yamanachi               | 35° 44′ 42″ nord, 138° 33′ 59″ est |       |
| 3  | Shiretoko                                         | 知床                   | Hokkaidō                | 43° 56′ 00″ nord, 144° 57′ 00″ est |       |
| 4  | Lac Towada, Oirase-gawa                           | 十和田湖・奥入瀬川     | Akita Aomori            | 40° 27′ 53″ nord, 140° 52′ 38″ est |       |
| 5  | Maisons de style gasshō (ja)                      | 合掌造り               | Gifu Toyama             | 36° 22′ 06″ nord, 136° 52′ 56″ est |       |
| 6  | Temples de Kyoto                                  | 京都の寺社             | Kyoto                   | 35° 03′ 37″ nord, 135° 45′ 10″ est |       |
| 7  | Château de Himeji                                 | 姫路城                 | Hyōgo                   | 34° 50′ 22″ nord, 134° 41′ 39″ est |       |
| 8  | Kamikōchi                                         | 上高地                 | Nagano                  | 36° 13′ 04″ nord, 137° 37′ 55″ est |       |
| 9  | Vue nocturne de Hakodate                          | 函館の夜景             | Hokkaidō                | 41° 46′ 07″ nord, 140° 43′ 44″ est |       |
| 10 | Ozegahara                                         | 尾瀬                   | Fukushima Gunma Niigata | 36° 56′ 13″ nord, 139° 15′ 04″ est |       |
| 11 | Gorge de Takachiho (ja)                           | 高千穂峡               | Miyasaki                | 32° 42′ 30″ nord, 131° 17′ 56″ est |       |
| 12 | Itsuku-shima                                      | 宮島                   | Hiroshima               | 34° 16′ 00″ nord, 132° 18′ 00″ est |       |
| 13 | Vue nocturne du bassin de Kōfu (ja)               | 甲府盆地の夜景         | Yamanachi               | 35° 39′ 51″ nord, 138° 34′ 06″ est |       |
| 14 | Festival nocturne de Chichibu                     | 秩父夜祭               | Saitama                 | 35° 55′ 05″ nord, 139° 04′ 58″ est |       |
| 15 | Jōmon Sugi                                        | 縄文杉                 | Kagoshima               | 30° 21′ 39″ nord, 130° 31′ 54″ est |       |
| 16 | Tour de Tokyo                                     | 東京タワー             | Tokyo                   | 35° 39′ 31″ nord, 139° 44′ 44″ est |       |
| 17 | Collines de Biei                                  | 美瑛の丘               | Hokkaidō                | 43° 31′ 50″ nord, 142° 28′ 00″ est |       |
| 18 | Marais de Kushiro (ja)                            | 釧路湿原               | Hokkaidō                | 43° 04′ 18″ nord, 144° 23′ 19″ est |       |
| 19 | Côte de Shirazaki (ja)                            | 白崎海岸               | Wakayama                | 33° 57′ 33″ nord, 135° 07′ 06″ est |       |
| 20 | Sanctuaire d'Ise                                  | 伊勢神宮               | Mie                     | 34° 27′ 18″ nord, 136° 43′ 31″ est |       |
| 21 | Mont Aso                                          | 阿蘇山                 | Kumanoto                | 32° 53′ 03″ nord, 131° 06′ 14″ est |       |
| 22 | Barrage de Kurobe                                 | 黒部ダム               | Toyama                  | 36° 33′ 44″ nord, 137° 39′ 41″ est |       |
| 23 | Bateaux Hobiki (ja) sur le lac Kasumigaura        | 霞ヶ浦の帆引き船       | Ibaraki                 | 36° 00′ 00″ nord, 140° 25′ 00″ est |       |
| 24 | Cascade de Sogi-no-Taki (ja)                      | 曽木の滝               | Kagoshima               | 32° 00′ 41″ nord, 130° 34′ 36″ est |       |
| 25 | Sanctuaires, temples et avenue de cèdres de Nikkō | 日光の社寺・杉並木     | Tochigi                 | 34° 40′ nord, 139° 32′ est         |       |
| 26 | Kintai-kyō                                        | 錦帯橋                 | Yamaguchi               | 34° 09′ 04″ nord, 132° 10′ 42″ est |       |
| 27 | Tokyo Disney Resort                               | 東京ディズニーリゾート | Chiba                   | 35° 37′ 58″ nord, 139° 52′ 50″ est |       |
| 28 | Mont Zaō                                          | 蔵王                   | Miyagi Yamagata         | 38° 08′ 37″ nord, 140° 26′ 22″ est |       |
| 29 | Récifs coralliens d'Okinawa                       | サンゴ礁               | Okinawa                 | 24° 58′ 47″ nord, 125° 21′ 34″ est |       |
| 30 | Dôme de Genbaku                                   | 原爆ドーム             | Hiroshima               | 34° 23′ 44″ nord, 132° 27′ 13″ est |       |

### 70 autres sites
Les 70 sites suivants ont été en partie choisis parmi les 100 sites préférés du public. Le nombre de votes qu'ils ont reçu n'a pas été divulgé par le journal.
| Paysage                                              | Nom japonais           | Préfecture                            | Coordonnées                        | Image |
| ---------------------------------------------------- | ---------------------- | ------------------------------------- | ---------------------------------- | ----- |
| Aizuwakamatsu                                        | 会津若松               | Fukushima                             | 37° 25′ 53″ nord, 139° 55′ 43″ est |       |
| Akihabara                                            | 秋葉原                 | Tokyo                                 | 35° 37′ 58″ nord, 139° 46′ 20″ est |       |
| Akiyoshidai                                          | 秋吉台                 | Yamaguchi                             | 34° 14′ 32″ nord, 131° 17′ 54″ est |       |
| Amanohashidate                                       | 天橋立                 | Kyoto                                 | 35° 34′ 10″ nord, 135° 11′ 29″ est |       |
| Zoo d'Asahiyama                                      | 旭山動物園             | Hokkaidō                              | 43° 46′ 05″ nord, 142° 28′ 47″ est |       |
| Beppu Onsen (ja)                                     | 別府八湯               | Ōita                                  | 33° 16′ 49″ nord, 131° 30′ 00″ est |       |
| Lac Biwa                                             | 琵琶湖                 | Shiga                                 | 35° 20′ 00″ nord, 136° 10′ 00″ est |       |
| Dazaifu Tenman-gū                                    | 太宰府天満宮           | Fukuoka                               | 33° 31′ 17″ nord, 130° 32′ 05″ est |       |
| Dōgo onsen                                           | 道後温泉               | Ehime                                 | 33° 51′ 07″ nord, 132° 47′ 11″ est |       |
| Eihei-ji                                             | 永平寺                 | Fukui                                 | 36° 03′ 08″ nord, 136° 21′ 20″ est |       |
| Enryaku-ji                                           | 延暦寺                 | Shiga                                 | 35° 04′ 14″ nord, 135° 50′ 27″ est |       |
| Gion                                                 | 祇園                   | Kyoto                                 | 35° 00′ 13″ nord, 135° 46′ 30″ est |       |
| Hakone, lac Ashi                                     | 箱根・芦ノ湖           | Kanagawa                              | 35° 11′ 30″ nord, 139° 00′ 00″ est |       |
| Monts Hida                                           | 北アルプス             | Gifu Nagano Toyama                    | 36° 30′ nord, 137° 36′ est         |       |
| Hiraizumi                                            | 平泉                   | Iwate                                 | 38° 59′ 19″ nord, 141° 06′ 37″ est |       |
| Château de Hirosaki                                  | 弘前城                 | Aomori                                | 40° 36′ 29″ nord, 140° 27′ 50″ est |       |
| Hōryū-ji                                             | 法隆寺                 | Nara                                  | 34° 36′ 53″ nord, 135° 44′ 03″ est |       |
| Ine no Fuyana                                        | 伊根の舟屋             | Kyoto                                 | 35° 40′ 31″ nord, 135° 17′ 12″ est |       |
| Château d'Inuyama et Rhin japonais                   | 犬山城と日本ライン     | Préfecture d'Aichi Préfecture de Gifu | 35° 23′ 03″ nord, 136° 56′ 20″ est |       |
| Izumo-taisha                                         | 出雲大社               | Shimane                               | 35° 23′ 55″ nord, 132° 41′ 16″ est |       |
| Kakunodate                                           | 角館                   | Akita                                 | 39° 36′ 02″ nord, 140° 33′ 41″ est |       |
| Kamakura                                             | 鎌倉                   | Kanagawa                              | 35° 15′ 08″ nord, 139° 32′ 59″ est |       |
| Kaminarimon du Sensō-ji                              | 浅草寺雷門             | Tokyo                                 | 35° 42′ 38″ nord, 139° 47′ 47″ est |       |
| Kanazawa                                             | 金沢                   | Ishikawa                              | 36° 30′ 11″ nord, 136° 38′ 57″ est |       |
| Kawagoe                                              | 川越                   | Saitama\|                             | 35° 51′ 28″ nord, 139° 29′ 11″ est |       |
| Région industrielle de Keihin                        | 京浜工業地帯           | Kanagawa Tokyo                        | 35° 31′ 00″ nord, 139° 42′ 00″ est |       |
| Kobe Luminarie                                       | 神戸ルミナリエ         | Hyōgo                                 | 34° 37′ 35″ nord, 135° 11′ 27″ est |       |
| Kotohira-gū                                          | 金刀比羅宮             | Kagawa                                | 34° 11′ 02″ nord, 133° 48′ 34″ est |       |
| Mont Kōya                                            | 高野山                 | Wakayama                              | 34° 11′ 25″ nord, 135° 36′ 18″ est |       |
| Château de Kumamoto                                  | 熊本城                 | Kumanoto                              | 32° 48′ 22″ nord, 130° 42′ 21″ est |       |
| Kumano kodō                                          | 熊野古道               | Mie Nara Wakayama                     | 31° 44′ nord, 135° 45′ est         |       |
| Kurashiki                                            | 倉敷                   | Okayama                               | 34° 35′ 47″ nord, 133° 46′ 15″ est |       |
| Kusatsu Onsen                                        | 草津温泉               | Gunma                                 | 36° 37′ 08″ nord, 138° 35′ 48″ est |       |
| Marunouchi                                           | 丸の内                 | Tokyo                                 | 35° 37′ 02″ nord, 139° 45′ 50″ est |       |
| Château de Matsumoto                                 | 松本城                 | Nagano                                | 36° 14′ 06″ nord, 137° 58′ 09″ est |       |
| Matsushima                                           | 松島                   | Miyagi                                | 38° 20′ 11″ nord, 141° 04′ 59″ est |       |
| Minato Mirai 21                                      | 横浜みなとみらい21     | Kanagawa                              | 35° 23′ 37″ nord, 139° 37′ 46″ est |       |
| Nagatoro                                             | 長瀞                   | Saitama                               | 36° 02′ 41″ nord, 139° 06′ 27″ est |       |
| Château de Nagoya                                    | 名古屋城               | Aichi                                 | 35° 11′ 08″ nord, 136° 53′ 57″ est |       |
| Nakano-shima                                         | 中之島                 | Osaka                                 | 34° 41′ 30″ nord, 135° 29′ 28″ est |       |
| Naoshima                                             | 直島                   | Kagawa                                | 34° 24′ 17″ nord, 133° 59′ 56″ est |       |
| Temples de Nara                                      | 奈良の寺社             | Nara                                  | 32° 33′ nord, 135° 50′ est         |       |
| Tourbillon de Naruto                                 | 鳴門の渦潮             | Tokushima                             | 34° 14′ 18″ nord, 134° 39′ 05″ est |       |
| Nebuta                                               | ねぶた                 | Aomori                                | 40° 49′ 20″ nord, 140° 43′ 51″ est |       |
| Nihonbashi                                           | 日本橋                 | Tokyo                                 | 35° 37′ 09″ nord, 139° 46′ 20″ est |       |
| Ōigawa Railway                                       | 大井川鉄道             | Shizuoka                              | 34° 49′ 34″ nord, 138° 08′ 13″ est |       |
| Banquise de la mer d'Okhotsk                         | 流氷                   | Hokkaidō                              | 44° 57′ 51″ nord, 144° 05′ 34″ est |       |
| Château d'Osaka                                      | 大阪城                 | Osaka                                 | 34° 41′ 15″ nord, 135° 31′ 33″ est |       |
| Ōuchi-juku                                           | 大内宿                 | Fukushima                             | 37° 19′ 49″ nord, 139° 51′ 39″ est |       |
| Parc de la Paix                                      | 平和公園               | Nagasaki                              | 32° 46′ 31″ nord, 129° 51′ 47″ est |       |
| Musée des chemins de fer de Saitama                  | 鉄道博物館             | Saitama                               | 35° 55′ 00″ nord, 139° 37′ 06″ est |       |
| Sakurajima                                           | 桜島                   | Kagoshima                             | 31° 35′ 19″ nord, 130° 39′ 17″ est |       |
| Sawara                                               | 佐原                   | Chiba                                 | 35° 52′ 59″ nord, 140° 30′ 00″ est |       |
| Shibamata Taishakuten et transbordeur de Yagiri (ja) | 柴又帝釈天・矢切の渡し | Tokyo Chiba                           | 35° 45′ 15″ nord, 139° 52′ 42″ est |       |
| Pèlerinage des 88 temples de Shikoku                 | 四国霊場八十八か所     | Ehime Kagawa Kochi Tokushima          | 34° 09′ 51″ nord, 134° 30′ 26″ est |       |
| Shimanto-gawa                                        | 四万十川               | Kochi                                 | 32° 56′ 02″ nord, 132° 59′ 45″ est |       |
| Lac Shinji                                           | 宍道湖                 | Shimane                               | 35° 27′ nord, 132° 57′ est         |       |
| Shirakami-Sanchi                                     | 白神山地               | Akita Aomori                          | 38° 29′ nord, 140° 03′ est         |       |
| Takayama                                             | 高山                   | Gifu                                  | 36° 08′ 46″ nord, 137° 15′ 08″ est |       |
| Taketomi-jima                                        | 竹富島                 | Okinawa                               | 24° 19′ 47″ nord, 124° 05′ 12″ est |       |
| Tōjinbō                                              | 東尋坊                 | Fukui                                 | 36° 14′ 02″ nord, 136° 07′ 30″ est |       |
| Dunes de Tottori                                     | 鳥取砂丘               | Tottori                               | 35° 32′ 33″ nord, 134° 13′ 49″ est |       |
| Tsumago-juku, Magome-juku                            | 妻籠・馬籠             | Gifu Nagano                           | 35° 34′ 16″ nord, 137° 35′ 42″ est |       |
| Tsūtenkaku                                           | 通天閣                 | Osaka                                 | 34° 39′ 09″ nord, 135° 30′ 23″ est |       |
| Mont Unzen                                           | 雲仙岳                 | Nagasaki                              | 32° 45′ 41″ nord, 130° 17′ 56″ est |       |
| Yama-dera                                            | 山寺                   | Yamagata                              | 38° 18′ 45″ nord, 140° 26′ 15″ est |       |
| Rizières en terrasses de Yamakoshi                   | 山古志の棚田           | Niigata                               | 37° 19′ 36″ nord, 138° 53′ 24″ est |       |
| Mont Yoshino                                         | 吉野山                 | Nara                                  | 34° 21′ 23″ nord, 135° 52′ 14″ est |       |
| Site de Yoshinogari                                  | 吉野ヶ里遺跡           | Saga                                  | 33° 19′ 25″ nord, 130° 23′ 27″ est |       |
| Yufui Onsen (ja)                                     | 由布院                 | Ōita                                  | 33° 15′ 45″ nord, 131° 21′ 18″ est |       |